# Sylvia margelanica
Sylvia margelanica là một loài chim trong họ Sylviidae.